# 寶組

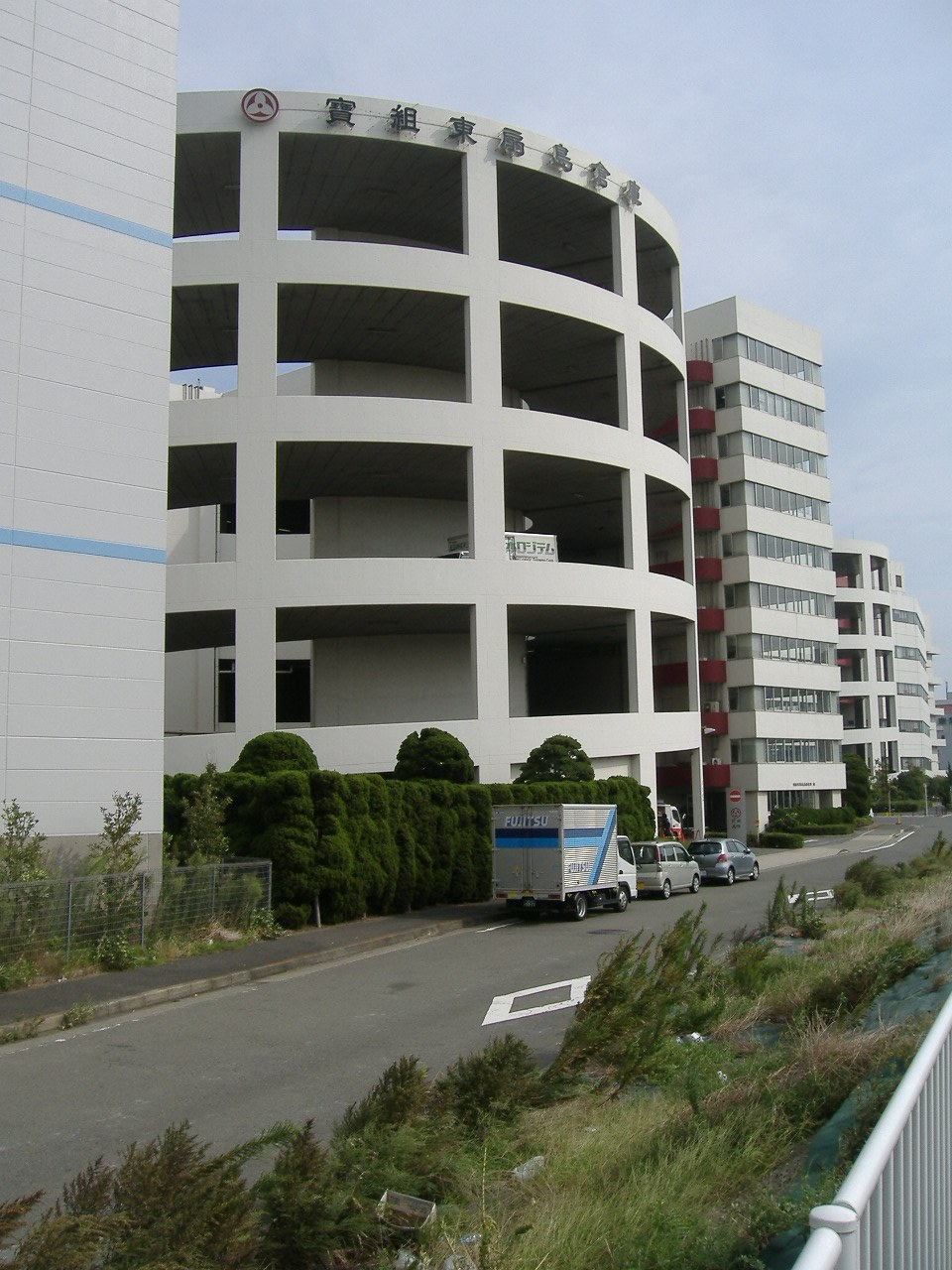
東扇島倉庫

株式会社 寶組（たからぐみ、英文名称：Takaragumi.co., ltd.）は、東京都台東区東上野に本社を置く倉庫会社。

## 事業内容
- 倉庫事業 - 東京湾岸の品川区勝島・神奈川県川崎市川崎区東扇島及び埼玉県久喜市の東北自動車道久喜インターチェンジ付近の3箇所に拠点を有する。
- その他の事業 - 勝島に事務所ビルを保有し、同ビル内でレストラン「HIRO cafe」を経営。また、かつて関連会社が運営していた「タカラホテル」の跡地（台東区東上野二丁目）には上野イーストタワーが建つ。

## 沿革
- 1931年6月 - 土木建築業者「本澤建業社」として創業
- 1939年6月 - 株式会社寶組に社名変更
- 1948年10月 - 東京都品川区勝島にて倉庫事業開始
- 1964年7月 - 品川勝島倉庫爆発火災
- 1982年9月 - 東扇島1号棟倉庫竣工
- 2005年3月 - 久喜倉庫竣工